# 약이 되는 TV
《약이 되는 TV》는 SBS에서 2003년 11월 4일 부터 2004년 2월 24일 까지 방송된 프로그램인데 건강과 관련된 프로그램이었으나 쾌락 쪽으로 무게가 실렸다는 지적이 있었다.
민간요법을 돈으로 환산해보는 방식의 건강 버라이어티 프로그램이다.

## 결방
- 2003년 11월 18일 - 6시 55분부터 국가대표 축구 평가전 <한국 VS 불가리아> 중계 편성